# Melanotrichia kachika
Melanotrichia kachika är en nattsländeart som beskrevs av Schmid 1982. Melanotrichia kachika ingår i släktet Melanotrichia och familjen Xiphocentronidae. Inga underarter finns listade i Catalogue of Life.